# Ostrowo (powiat gostyński)
Ostrowo – wieś w Polsce położona w województwie wielkopolskim, w powiecie gostyńskim, w gminie Gostyń.

## Nazwa
Nazwa wsi wzięła się do jej położenia. Ostrowo położone jest na wyspie w rozlewisku utworzonym przez rzekę Obrę i uchodzącą do niej rzekę Kanię. Taki rodzaj wyspy położonej na rzece zwany jest ostrowem.
Miejscowość pierwotnie związana była z Wielkopolską. Ma metrykę średniowieczną i istnieje co najmniej od początku XIV wieku. Wymieniona w łacińskim dokumencie z 1334 „Ostrów”, 1424 „Ostrów”, 1510 „Ostrowo”, 1563 „Osthrow”.

## Historia
Miejscowość była wsią kościelną należącą do biskupów poznańskich i leżącą w kluczu Dolsk. W 1530 wieś leżała w powiecie kościańskim Korony Królestwa Polskiego. W 1510 należała do parafii Kunowo.
W 1334 biskup poznański Jan na prośby Macieja, Piotra, Michała, Wacława i Szymona braci, sołtysów w Ostrowie koło Gostynia odnowił utracony przez nich przywilej sołecki mówiący o tym, że sołectwo bracia ci odziedziczyli po matce. Przy okazji opisana została wieś oraz jej okolica. Ostrowo liczyło 14 łanów, z czego 2,5 łana należało do uposażenia sołeckiego. Sołtysi mieli prawo polowania w okolicy wsi oraz posiadali młyn wodny na rzece Obrze zwany „Ostrowskim Młynem”. Płacili od niego biskupowi 0,5 grzywny rocznie. W okolicy wsi przy brzegu rzeki Bukowicy stał kolejny młyn, ale należał do biskupa. Sołtysi płacili także do biskupstwa 1/3 opłat sądowych. Mieszkańcy wsi płacili do Poznania biskupowi czynsz na Dzień Świętego Marcina przypadający 11 listopada w wysokości 2 ćwiertni pszenicy, 4 ćwiertni żyta i 6 ćwiertni owsa oraz 6 skudów.
W 1424 biskup poznański jako właściciel wsi Brzednia i Ostrowo pozwany został przez Czemę z Lubiatowa Małego w sprawach kościelnych. W 1457 odnotowane zostały dwa stajania roli należące do młynarza z Ostrowskiego Młyna, leżące pomiędzy rolami kmieci ostrowskich. 1555 odnotowano, że woda z nowego stawu w Kunowie zalała łąki wieśniaków w Ostrowie.
Miejscowość odnotowano również w historycznych rejestrach poborowych. W 1510 we wsi były 3 łany opuszczone, 2 łany osiadłe, jeden łan sołecki oraz młyn. W 1530 zapłacono podatki od połowy łana. W 1563 do Poznania płacono pobór od 2 łanów, a sołtys nie zapłacił od 2,5 łana sołtysiego. W 1571 pobór odbył się od 2 łanów kmiecych, od młyna walnego o dwóch kołach wodnych – „Ostrowski Młyn”. W 1580 pobrano podatek od 2 łanów osiadłych oraz jednego opuszczonego.
W 1510 we wsi odnotowany zostal cud związany z obrazem NMP znajdującym się w Bazylice na Świętej Górze pod Gostyniem. Maciej z Ostrowa zwany Kiczką (oryg. „Kyczka”) oraz jego żona Dorota, posiadacze ok. 40 łanów, zeznali, że ich córka Jadwiga w wieku 5 lat, wpadła do dołu koło domu i utopiła się. Po wydobyciu jej z wody złożono w bazylice wotum ku czci NMP i po godzinie dziewczynka wypluła z siebie wodę oraz błoto i żyła przez długie lata.
W 1548 szlachcic Wawrzyniec Bogusławski sołtys w Ostrowie zeznał przed sądem ziemskim, że zgodnie z wyceną komisarzy otrzymał od biskupa poznańskiego Benedykta Izdbieńskiego 32 grzywny z tytułu wykupu sołectwa, w tym 25 grzywien za ziemię oraz 7 grzywien za budynki. Bogusławski przedłożył oryginalny dokument pergaminowy z 1334 oraz wystawiony w 1534 przez biskupa poznańskiego Jana Latalskiego dokument darowizny sołectwa dokonany na rzecz tegoż Bogusławskiego przez jego ojca Mikołaja Bogusławskiego. W 1549 biskup poznański Benedykt Izdbieński sprzedał sołectwo w Ostrowie Marcinowi Wilkońskiemu dziedzicowi w Lubiatowie za 32 grzywny.
W 1600 biskup poznański Jan Tarnowski dał w dożywocie Janowi Wilkońskiemu sołectwo w Ostrowie wakujące po śmierci jego stryja Marcina Wilkońskiego, który w 1549 otrzymał je od biskupa Izdbieńskiego.
Wieś Ostrow położona była w 1581 roku w powiecie kościańskim województwa poznańskiego w Rzeczypospolitej Obojga Narodów. Wskutek II rozbioru Polski w 1793 r., miejscowość przeszła pod władanie Prus i jak cała Wielkopolska znalazła się w zaborze pruskim.
W latach 1975–1998 miejscowość należała administracyjnie do województwa leszczyńskiego.